# Capanemia
Capanemia es un género de orquídeas epifitas originario de Sudamérica.  

## Descripción
Son pequeñas plantas cuyo rizoma es corto con pseudobulbos ovoide o globular, de base recortada por vainas, teniendo una sola hoja plana y coriácea, regordeta o carnosa y rígida,  fisurada en la cara de arriba.  La inflorescencia es en racimo, siempre más corto que las hojas, con flores pequeñas que aparecen simultáneas, de color verde, amarillo .
Los sépalos y pétalos son libres y variable según las especies. El labio, es por lo general simple, generalmente más que largo, casi romboidal.  La flor contiene dos polinias.

## Distribución
Capanemia  incluye una docena de plantas diminutas epífitas de crecimiento cespitoso, distribuido por el sudeste de Brasil, Paraguay, Bolivia y Uruguay, por lo general en musgosas ramas de los árboles.

## Evolución, filogenia y taxonomía
Se propuso por João Barbosa Rodrigues en Genera et Species Orchidearum Novarum 1: 137 en 1877. Capanemia micromera Barb.Rodr.  es la especie tipo de este género.  Como género está morfológicamente muy cerca de Quekettia.

## Etimología
El nombre de este género es un homenaje al Barón de Capanema.

## Especies deCapanemia
1. Capanemia adelaidae Porto & Brade, Arq. Inst. Biol. Veg. 3: 136 (1937)
2. Capanemia brachycion (Griseb.) Schltr., Repert. Spec. Nov. Regni Veg. 15: 148 (1918)
3. Capanemia carinata Barb.Rodr., Gen. Spec. Orchid. 2: 243 (1882)
4. Capanemia gehrtii Hoehne, Arq. Bot. Estado São Paulo, n.s., f.m., 1: 43 (1939)
5. Capanemia micromera Barb.Rodr., Gen. Spec. Orchid. 1: 138 (1877)
6. Capanemia paranaensis Schltr., Notizbl. Bot. Gart. Berlin-Dahlem 7: 328 (1919)
7. Capanemia pygmaea (Kraenzl.) Schltr., Repert. Spec. Nov. Regni Veg. 15: 148 (1918)
8. Capanemia superflua (Rchb.f.) Garay, Bot. Mus. Leafl. 21: 261 (1967)
9. Capanemia theresae Barb.Rodr., Gen. Spec. Orchid. 2: 244 (1882)